# وینسنت لورینی
وینسنت لورینی (انگلیسی: Vincent Laurini؛ زادهٔ ۱۰ ژوئن ۱۹۸۹) بازیکن فوتبال اهل فرانسه است.
از باشگاه‌هایی که در آن بازی کرده‌است می‌توان به باشگاه فوتبال کارپی، باشگاه فوتبال فیورنتینا، و باشگاه فوتبال امپولی اشاره کرد.